# سلوى خطاب
سلوى خطاب (26 فبراير 1959 -) هي ممثلة مصرية.

## عن حياتها
تخرجت من «المعهد العالي للفنون المسرحية»، شاركت في عام 1978 مع الفنان عادل إمام في فيلم عيب يا لولو يا لولو عيب، وفي عام 1979 في فيلم عشاق تحت العشرين. تزوجت من المخرج أسامة فوزي، قدمت العديد من المسلسلات والأفلام واشتهرت من خلال دورها في مسلسل رأفت الهجان.

## من أعمالها

### أفلام[4]
| - دماغ شيطان: 2019 - الطيارة: 2019 - يا تهدي يا تعدي: 2017-أم هاني - اللي اختشوا ماتوا: 2016-صفية 'صاحبة البنسيون - فتاة المصنع: 2014-عيدة - باب الوداع: 2014-الأم - أيام صعبة: 2009 - الساحر: 2001-شوقية | - أحلام مسروقة: 1999-هالة - كونشرتو في درب سعادة: 1998-مبروكة - عفاريت الأسفلت: 1996-انشراح - الرجل الشرس: 1996-لولا - طريق الشر: 1995-وردة الدهشان - بنات في ورطة: 1992-دينا - دسوقي أفندي في المصيف: 1992-يسرية - مراهقون ومراهقات: 1991 | - شوادر: 1990-أفكار - كتيبة الإعدام: 1989-رضا - الأراجوز: 1989-آمال - المشاغبات في خطر: 1989 - البنات والمجهول: 1986-يُسريّة عبد الستار - البرىء والمشنقة: 1986-عزة زوجة جلال - لا تدمرني معك: 1986-بشرى - الاختلاط ممنوع: 1986 | - قبل الوداع: 1986 - درب الهوى: 1983-صافيناز - الثعالب الصغيرة: 1980-سلوى - عشاق تحت العشرين: 1979 - عيب يا لولو .. يا لولو عيب: 1978-سلوى خطيبة شهاب - أحلام رجل يموت بطيئا - أم الغلابة |

### مسلسلات[5]
| - حكيم باشا: 2025 - الزوجة الـ18 : 2019 - وبينا معاد: 2019 - سك على إخواتك: 2018-غضبانة - إزي الصحة: 2017-حليمة- أم رضا - نيللي وشريهان: 2016-صباح - أزمة نسب: 2016-إقتدار - العهد: الكلام المباح: 2015-استمنوها - البيوت أسرار: 2015-فريدة - الحكر: 2014 - جبل الحلال: 2014-زكية - سجن النسا: 2014-عزيزة - إمبراطورية مين: 2014 - هز الهلال يا سيد: 2013 - نيران صديقة: 2013-سمرا والدة أميرة - كان ياما كان: إكرام الميت: 2013 - البلطجي: 2012-أنصاف - فيرتيجو: 2012-سالي - مذكرات سيئة السمعة: 2010 - الحارة: 2010-ليلى | - سامحني يا زمن: 2010-سهام - فستان فرح: 2009 - العنكبوت: 2008 - من أطلق الرصاص على هند علام: 2007 - الفريسة والصياد: 2007 - سكة اللي يروح: 2007 - أولاد الغالي: 2006 - سوق الزلط: 2005 - المرسى والبحار: 2005 - أوراق مصرية (ج3): 2004-وطنية - ملاعيب شيحة: 2004-جبر الخواطر - تحت الريح: 2003 - بين شطين ومية: 2002 - النساء قادمون: 2001-د. نهاد - الرقص على سلالم متحركة: 2001-منى زعزوع - حديث الصباح والمساء: 2001-راضية - السفينة والربان: 2000 - حضرة المحترم: 1999-السيدة أصيلة - نهار وليل: 1999 | - بنت الأسيوطي: 1999 - عطشان يا صبايا: 1999 - الضوء الشارد: 1998-رئيسة - حارة المعروف: 1998 - الخط الساخن: 1997 - أيام الغربة: 1996 - صباح الورد: 1995-بسيمة - أهل الطريق: 1993 - قشتمر: 1993 - قصر فوق الرمال: 1992 - ولا يزال الحب مستمرا: 1992 - رأفت الهجان (ج2): 1990-ليليان فريدمان - الدنيا وردة بيضاء: 1990-مطيعة - ألف ليلة وليلة: حمال الأسية: 1990 - ثمن الحب: 1990-رسمية - بنات زينب: 1989-رقية الطيب - سنوات الصبر: 1989 - موعد مع الغائب: 1989 - هاربات من الماضي: 1989 | - رجال في المصيدة: 1989 - ع الأصل دور: 1987-فاطمة - الساقية تدور: 1987 - الضابط والمجرم: 1987 - المنعطف: 1986 - وكسبنا القضية: 1986 - هند والدكتور نعمان: 1984-صفاء - الامتحان: 1983-رويدة - زهور وأشواك: 1983 - الثأر قبل الحب أحيانا: 1981 - الفندق: 1980-سميحة - صراع - أربعة في خمسة - السحت - حواديت كل يوم - سحابة من الماضي - هي والعاصفة - الحرمان: -هدى |

| - فى عز الظهر: 2003-نوال - شهرزاد: 1996-شهرزاد - تتجوزينى يا عسل: 1993 - إللي إختشوا: 1990-ناديه - دقة زار: 1990-الكودية - جاسوس في قصر السلطان: 1989-الأميرة - المهر: 1989 | - ابناء على الطريق: 1990-عبلة - حب وتخشيبة: 1987-نورا - لا يا زوجتي - الحرمان - عذرا أنت حبيبي: -هناء - الدليل المفقود: -منى - الاسطى الدكتور - صدى الكبرياء - علامات ابريل | - قطعوا الرجالة: 2019-ضيفة - أنا وبنتي: 2018-ضيفة - قهوة أشرف: 2018-ضيفة - قعدة رجالة: 2017-ضيفة - بيومي أفندي (ج2): 2017-ضيفة - أنا وأنا: 2017-ضيفة - فحص شامل: 2016-ضيفة - المتاهة: 2015-ضيفة - معكم منى الشاذلي: 2014-ضيفة - الليلة مع هالة سرحان: 1997-ضيفة |